# Микрофинансовая организация KMF
Микрофинансовая организация KMF (TM KMF) — казахстанская микрофинансовая организация. Головной офис находится в Алматы.
По состоянию на 31 декабря 2018 года, является крупнейшей МФО Казахстана с кредитным портфелем в 122,7 млрд тг.

## История
Первые организации, которые занимались микрокредитованием, начали появляться с 1996 года. В Казахстане не существовало закона для регулирования микрокредитных организаций, и статус микрокредитной организации не был определён. В связи с этим, данные организации искали разные возможности законного функционирования и открывались либо в форме «зонтичных» проектов под защитой международных организаций — таких, как Mercy Corps, GTZ, Winrock International и т. п. Лишь единицы шли по более сложному пути, но, как показала практика, более эффективному: данные организации открывались в форме небанковских организаций, получив лицензию Национального банка РК на ведение отдельных видов банковских операций.
«Казахстанский Фонд Кредитования» (КФКО)
- 20 ноября 1997 года в Талдыкоргане были выданы первые кредиты предпринимателям города. Проект микрокредитования был начат с беззалогового (группового) кредита в виде общественного фонда (созданного в рамках проекта USAID) по помощи малоимущим гражданам, которые остались без работы, он был рассчитан на небольшой промежуток по времени.

Председатель Правления МФО KMF Шалкар Жусупов в интервью kapital.kz отметил:

«Начали кредитовать в эквиваленте со 100 долларов США. Первыми клиентами стали два десятка заемщиков. В результате проект оказался настолько востребованным, что стал стремительно развиваться. Стало понятно: нужно масштабировать нашу модель кредитования на предпринимателей в других регионах страны».
Не имея залогового обеспечения, предприниматели объединились в группы и получили кредиты под групповую солидарную ответственность. Впервые в Казахстане были выданы кредиты такого вида. Слаженная работа персонала и методология, удачно адаптированная к условиям в республике, обеспечили проекту в городе Талдыкорган успех. Фонд начал набирать обороты, расширяя свои географические границы и увеличивая количество обслуживаемых клиентов.
Микрокредитная организация
- В 2006 году Казахстанский Фонд Кредитования изменил свой статус, став микрокредитной организацией «Казахстанский Фонд Кредитования», оставшись при этом некоммерческой организацией.
- В конце 2006 года Фондом была создана коммерческая дочерняя организация ТОО "МКО «KazMicroFinance» (KMF). Все клиенты и сотрудники Казахстанского Фонда Кредитования были переведены в новую организацию.
- В 2008 году по решению учредителя — американской корпорации ACDI/VOCA КМF «МКО Казахстанский Фонд Кредитования» был преобразован в КФ «KMF-Демеу».
- В 2009 году компания провела ребрендинг, изменив название с «KazMicroFinance» на «KMF».

Микрофинансовая организация
- В январе 2015 года микрокредитная организация (МКО) KMF прошла процедуру государственной перерегистрации в микрофинансовую организацию (МФО) KMF. В феврале 2015 года компания прошла учётную регистрацию в Национальном Банке РК и была внесена в реестр микрофинансовых организаций[1][2][3].
- В 2017 году компания первой среди МФО Казахстана получила синдицированный кредит от иностранных инвесторов, организованный Международной финансовой корпорацией (IFC) — членом Группы Всемирного Банка. Синдикат иностранных инвесторов включает ведущие финансовые компании микрофинансового рынка: Microvest (США), Bank im Bistum (Германия), Incofin (Бельгия), Symbiotics (Швейцария)[4].

Компания также получила заем от ЕБРР в размере 3,5 млрд тенге на развитие на кредитование микро, малого и среднего бизнеса, а также на кредитование в рамках проекта «Женщины в бизнесе». Кредитный портфель компании превысил 80 млрд тенге, а количество заемщиков 200 тысяч человек.
- В 2018 году KMF получила крупнейший в истории рынка МФО синдицированный заём от IFC на сумму 82 млн долларов, в национальной валюте в эквиваленте около 27 млрд тенге[5].
- В июне 2020 года KMF получила кредит в 40 миллионов долларов США от ЕББР[6].

## Собственники и руководство
Мажоритарным акционером является корпоративный фонд KMF-Демеу, которому принадлежит более 45 % акций организации. Миноритарными держателями являются инвестиционные фонды:
responsAbility Management Company S.A. (18,13 %), Triodos Custody B.V. (12,08 %), TRIODOS SICAV II(12,08 %), responsAbility SICAV (Lux) (6,04 %), также держателями 6,22 % акций являются сами работники KMF.
C 1998 года председателем правления и руководителем компании является Шалкар Жусупов.

## Рейтинги
- Международное признание успешной деятельности KMF в 2006 году выразилось в присуждении высшей оценки — MixMarket, где KMF заняла третье место по качеству кредитного портфеля среди ста лучших микрофинансовых организаций мира.

Опубликованные рейтинговые отчеты MFR:

```
* Social Rating –grade  A. ISSUE DATE March 2015
* Social Rating standard –grade A+. ISSUE DATE January 2017
* Social Rating standard –grade AA-. ISSUE DATE March 2019
```

## Показатели
В 2019 году собственный капитал составил 32,1 млрд тенге.
По состоянию на июль 2021, года совокупные активы составили 159.8 млрд. тенге, чистая прибыль за 2018 год составила 10 млрд тенге (рост на 81 % по сравнению с 2017 годом).
Кредитный портфель до вычета резервов составил 122, 7 млрд тенге.

## Продукты
KMF предоставляет клиентам индивидуальные и групповые кредиты на следующие виды деятельности:
- На бизнес-цели
- Полеводство и животноводство
- Производство товаров
- Потребительское кредитование

## Достижения
- В 2007 году журнал Forbes включил компанию в список 50-ти крупнейших микрофинансовых организаций в мире, где KMF заняла 37-ю строчку[8].
- В 2009 году USAID признал МКО «KazMicroFinance» лучшей организацией РК в области экономики и удостоил награды «За эффективное управление и лидерство в расширении доступа к финансовым услугам для микропредпринимателей».
- В 2010 году компания была дважды отмечена мировыми наградами: за работу, проводимую с клиентами, премией МФЦ и Smart Campaign «За успехи в защите прав клиента»; за усилия, предпринимаемые в целях избежания чрезмерной задолженности клиентов, признана Smart Campaign (Разумная Кампания) лучшей микрокредитной организацией[9].
- В 2015 году KMF стал 31-й в мире и первой в Казахстане компанией, получившей сертификат Smart Campaign[10].
- KMF стал финалистом престижной премии European Microfinance Award 2019, войдя в тройку лучших МФО в мире с проектом «Мобильный эксперт».

Отборочная комиссия состояла из 18 экспертов, включая членов Европейской микрофинансовой платформы (e-MFP) и Сети расширения доступа к финансовым услугам Люксембурга (InFiNe.lu).
- Проект KMF вошел в тройку лучших и выиграл 10 000 €[11].
- Звание «Лучший внешний журнал 2019» журнала для клиентов «Искер» на конкурсе XII Центрально-азиатского конкурса корпоративных СМИ.

## Социальная инициатива
- C 2013 года компания совместно с корпоративным фондом KMF-Демеу реализует проект по повышению финансовой грамотности населения Казахстана. Проект включает в себя раздачу бесплатных брошюр с уроками и проведением презентации в офисах компании для заемщиков компании. Уроки доступны на русском и казахском языках также на сайте фонда KMF-Демеу[12]. По данным компании, с 2013 года уроки прошли свыше 130 000 человек.